# Solid Snake
Solid Snake (ソリッド・スネーク Soriddo Sunēku?) är en fiktiv rollfigur och huvudpersonen i Konamis spelserie Metal Gear, skapad av Hideo Kojima. Den japanske skådespelaren Akio Ōtsuka ger karaktärens japanska röst medan skådespelaren och manusförfattaren David Hayter ger karaktärens engelska röst. 
Solid Snake är en spion, legosoldat och soldat. Han är medlem av FOXHOUND och har i uppdrag att avväpna och förstöra ett tvåbent kärnvapenbestyckat mecha vid namn Metal Gear. Han måste genomföra sina uppdrag ensam, och får radiohjälp från befäl och specialister. Medan hans första utseenden i de ursprungliga Metal Gear-spelen tog inspiration från olika Hollywoodfilmer har han i Metal Gear Solid-serien fått en konsekvent formgivning av illustratören Yoji Shinkawa, ihop med en bestående personlighet. 

## Biografi
Snake är en infiltratör för elitförbandet FOXHOUND, men efter fallet av Zanzibar 1999 lämnade han enheten. Hans skolgång är hemligstämplad men hans IQ påstås vara ca 180. Han behärskar sex språk, kan nyttja de flesta vapnen och är väldigt skicklig på en form av militärt självförsvar kallat Close Quarter Combat. Han är en klon av 1900-talets största krigare, Big Boss. Innan Snakes karriär som spion började ledde han en pluton med amerikanska gröna baskrar under Kuwaitkriget.
Snake är en av Big Boss åtta kloner; fem av dem dog under processen, vilket innebär att tre av dem blev lyckade. De framställdes i "Les Enfants Terrible"-projektet som genomfördes 1972. Anledningen till projektet var att man ville bevara och föra vidare Big Boss legendariska stridskunskaper.
En av de tre bröderna blev den mest lyckade av dem alla. De två andra har gått bärsärk och blivit galna för att slåss för sin existens och visa att just de är bäst, något som Snake själv inte verkar bry sig om att bevisa för sig själv.

## Snake i spelen
Solid Snakes utseende har förändrats sedan starten då han såg ut som Kyle från Terminator på framsidan av första Metal Gear och som Sylvester Stallone i Metal Gear 2: Solid Snake när man körde Codec samtal. (Det sist nämnda ändrades dock i remaken av spelen som släpptes i Metal Gear Solid 3: Subsistance)
Spelen nedan är listade enligt spelseriens handling.

### Metal Gear Solid 3: Snake Eater
I Metal Gear Solid 3: Snake Eater har Solid och Liquid Snakes fader, Naked Snake, huvudrollen innan han får hederstiteln Big Boss. Spelet utspelas i Sovjetunionen år 1964 där en känd rysk raketprofessor hålls fången och tvingas utveckla ett kärnvapenbeväpnat fordon, kallad Shagohod.
Snakes uppdrag går ut på att rädda honom och ta honom till USA, men allt går fel när Snakes före detta mentor The Boss förråder honom och USA genom att desertera till Sovjetunionen. Då The Boss och Snake har en mycket stark relation mellan varandra har Snake mycket svårt att möta henne och blir tvungen att dra sig tillbaka till USA för att läka sina sår. En vecka senare kommer Snake tillbaka, den här gången för att förinta Shagohod och sin älskade mentor för att förhindra att ett tredje världskrig bryter ut.

### Metal Gear
Man får följa Ormen för första gången i spelet Metal Gear. Foxhound skickar nu sin än så länge oerfarna soldat Solid Snake till fiende basen Outer Heaven där Foxhound förlorade kontakten med sin bästa soldat Gray Fox efter det att hans sista ord var "Metal Gear". Snake får nu order av sin chef Big Boss att infiltrera fiendens bas Outer Heaven, befria Gray Fox och eliminera Metal Gear.

### Metal Gear 2: Solid Snake
I Metal Gear 2: Solid Snake ska Solid Snake besegra en ny uppgraderad Metal Gear, Metal Gear D. Nu är Snakes före detta allierade fiender.

### Metal Gear Solid
Solid Snake är nu ung pensionerad efter Zanzibar. Men 2005 gör Foxhound revolt på ön Shadow Moses, Alaska. De har gisslan, kärnvapen och en ny dödligare Metal Gear, Metal Gear REX. De kräver en miljard dollar och Big Boss DNA. Ledaren för de före detta hjältarna, som nu blivit terrorister, är Liquid Snake. Snake accepterar uppdraget för att få veta mer om denne man med samma kodnamn som han själv.
Snake får stöd av flera karaktärer på Codec (slags liten telefon i örat). Bland annat befälhavaren över operationen: Överste Campbell, kärnvapen-experten Nastasha Romanenko. Mei Ling som sparar spelet. Gamla sergeanten och vännen, överlevnads-experten Master Miller, doktor/datahackern Hal "Otacon" Emmerich, den mystiska informatören Deepthroat, Robot-Ninjan som varken är vän eller fiende och Meryl Silverburgh; Överste Campbell's dotter. 
Fiender består av: Ledaren och hjärnan bakom revolten, Liquid Snake, Liquid's högra hand, och mästare på eldhandvapen samt tortyr Revolver Ocelot, enhetens ockulta medium Psycho Mantis  mästerbedragaren Decoy Octopus, ockulta Vulcan Raven och vackra men dödliga prickskytten Sniper Wolf. Förutom dessa stöter man också ofta ihop med vakterna i spelet som underg[tt genterapi, så kallade Genome soldiers.
Detta är spelet som införde genren sneak 'em up, där det handlar om att hålla sig utom synhåll och smyga sig på sina fiender.

### Metal Gear Solid 2: Sons of Liberty
Två år efter Shadow Moses-incidenten ska Snake infiltrera ett skepp där en ny prototyp av Metal Gear skeppas. När det lätta uppdraget ska börja blir skeppet kapat av före detta Spetsnaz. Snake och marinen blir förråda och överrumplade. Alla tror nu att hjälten är död. Två år efter det möter man för första gången den unge oerfarne spionen Jack, som får kodnamnet Raiden. Raiden är huvudrollsinnehavaren under den mesta tiden genom spelets gång. En oljeplattform blir övertagen av ryska terrorister, inklusive Revolver Ocelot från Metal Gear Solid. Ledaren av terroristerna kallar sig Solid Snake. Man får hjälp av en man som kallar sig Plissken. Han beter sig underligt och liknar Solid Snake.  

### Metal Gear Solid 4: Guns of the Patriots
I Metal Gear Solid 4: Guns of the Patriots är Snake gammal och på gränsen att bryta ihop helt på grund av sitt snabba åldrande. Snake måste stoppa Liquid Ocelot som försöker återuppliva ett nytt Outer Heaven.

## Super Smash Bros. Brawl
Snake som en spelbar karaktär i Super Smash Bros. Brawl dök upp som en ren överraskning för de flesta, då spelet Metal Gear Solid inte är barnvänligt och han inte har något att göra med Nintendo. I de flesta spelen använder han sig ofta av gevär; det har sagts att han ska använda massor av sprängämnen i Brawl istället. Snake skulle egentligen vara med i Super Smash Bros. Melee, men spelet var för långt i utvecklingen för att göra ett sådant tilläggande.